# Sveti put
Sveti put je bila antička cesta koja je povezivala dva grada, Atenu i Eleusinu. Ime je dobila po tome što je to bila ruta kojom je prolazila ceremonija u čast grčkih boginja Demetre i Perzefone. 
Danas, Sveti put je cesta koja povezuje centar Atene do grada Egalea.